# Большехаланское сельское поселение
Большехала́нское се́льское поселе́ние — муниципальное образование в Корочанском районе Белгородской области.
Административный центр — село Большая Халань.

## История
Большехаланское сельское поселение образовано 20 декабря 2004 года в соответствии с Законом Белгородской области № 159.

## Население
| 2010 | 2011 | 2012 | 2013 | 2014 | 2015 | 2016 | 2017 | 2018 |
| ---- | ---- | ---- | ---- | ---- | ---- | ---- | ---- | ---- |
| 876  | ↘874 | ↘832 | ↘811 | →811 | ↗818 | ↗819 | ↘813 | ↗818 |
| 2019 | 2020 | 2021 |      |      |      |      |      |      |
| ↗824 | ↘818 | ↗930 |      |      |      |      |      |      |

## Состав сельского поселения
| № | Населённый пункт | Тип населённого пункта       | Население |
| - | ---------------- | ---------------------------- | --------- |
| 1 | Большая Халань   | село, административный центр | ↗930      |